# Wolfgang Soergel (Mathematiker)

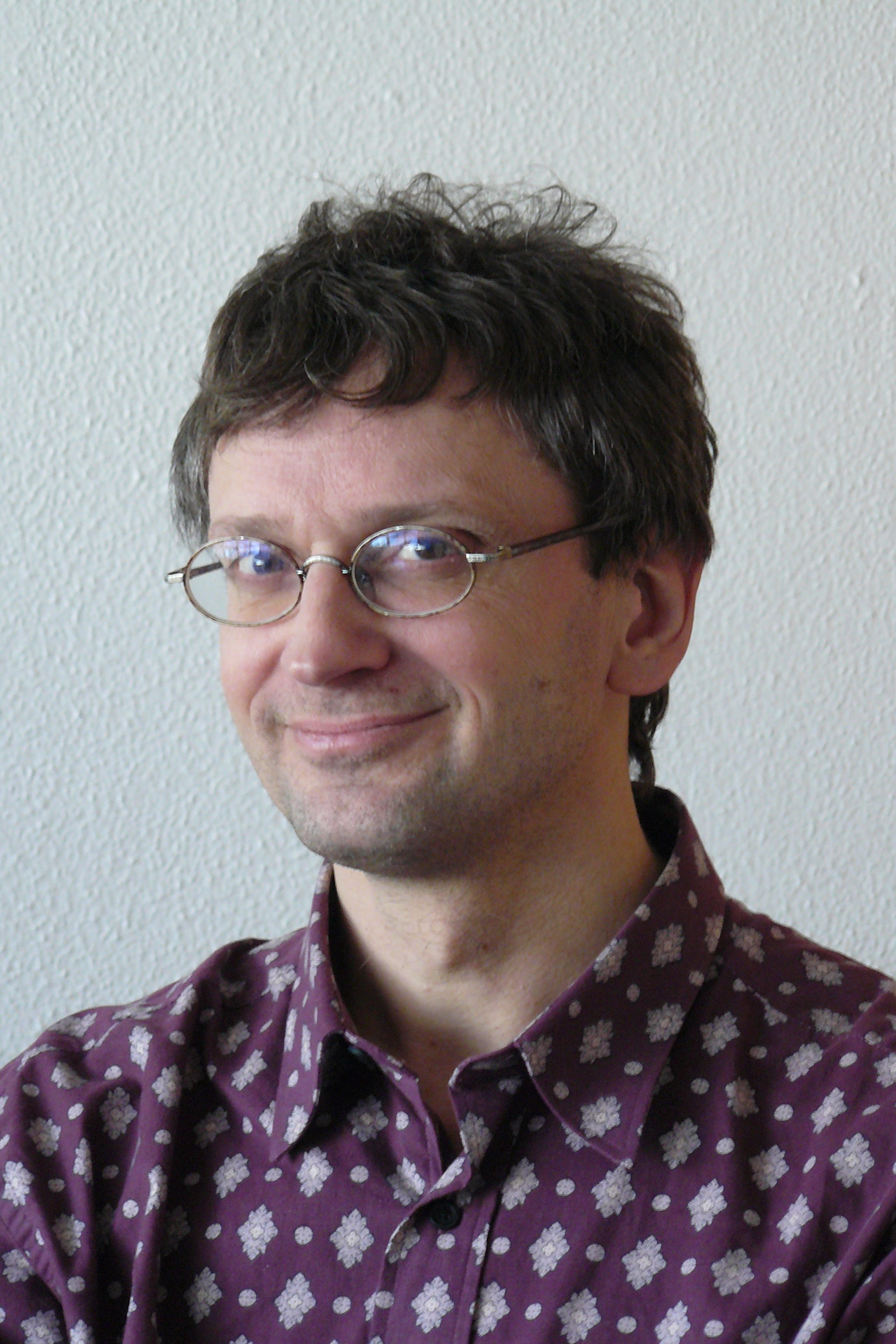
Wolfgang Soergel

Wolfgang Soergel (* 12. Juni 1962) ist ein deutscher Mathematiker, der sich mit Geometrie und Darstellungstheorie beschäftigt.

## Leben und Werk
Wolfgang Soergel wurde in Genf als Sohn des Physikers Volker Soergel geboren und ist Enkel des Paläontologen Wolfgang Soergel. Seine Jugend verbrachte er  in Heidelberg, wo er  1980 am  Kurfürst-Friedrich-Gymnasium die Abitur-Prüfung ablegte. Er studierte Mathematik und Physik in Genf und Bonn und wurde 1988 bei Jens Carsten Jantzen in Hamburg promoviert (Universelle versus relative Einhüllende: Eine geometrische Untersuchung von Quotienten von universellen Einhüllenden halbeinfacher Lie-Algebren). Nach Forschungsaufenthalten in Berkeley, Harvard und am  MIT wurde er 1991 in Bonn habilitiert. 1994 wurde er an die  Universität Freiburg berufen. Er trug 1994 auf dem Internationalen Mathematikerkongress vor. Seit 2008 ist er ordentliches Mitglied der Heidelberger Akademie der Wissenschaften. 2024 wurde er in der Sektion Mathematik in die Nationale Akademie der Wissenschaften Leopoldina aufgenommen.
Er leistete wichtige Beiträge zur Darstellungstheorie, insbesondere zur Kazhdan-Lusztig-Theorie und Koszul-Dualität. Nach ihm benannt ist die Kategorie der Soergelschen Bimoduln.
Zu seinen Doktoranden gehörten unter anderem Peter Fiebig, Catharina Stroppel und Geordie Williamson.
Zur Zeit (2024) lehrt er an der Universität Freiburg Algebra und Zahlentheorie.

## Schriften (Auswahl)
- Langlands’ Philosophy and Koszul Duality. In: I. Klaus W. Roggenkamp, Mirela Ștefănescu (Hrsg.): Algebra – representation theory. (Proceedings of the NATO Advanced Study Institute on Algebra – Representation Theory, Constanta, Romania, 2–12 August 2000) (= NATO Science Series. Series 2: Mathematics, Physics and Chemistry. 28). Kluwer Academic, Dordrecht u. a. 2001, ISBN 0-7923-7113-5, S. 379–414.
- mit Alexander Beilinson, Victor Ginzburg: Koszul duality patterns in representation theory. In: Journal of the American Mathematical Society. Band 9, Nr. 2, 1996, S. 473–527, doi:10.1090/S0894-0347-96-00192-0.
- Gradings on Representation Categories. In: Srishti D. Chatterji (Hrsg.): Proceedings of the International Congress of Mathematicians. August 3–11, 1994, Zürich, Switzerland. Band 2. Basel u. a., Birkhäuser 1995, ISBN 3-7643-5153-5, S. 800–806.
- mit Henning H. Andersen, Jens C. Jantzen: Representations of quantum groups at a {\displaystyle p}-th root of unity and of semisimple groups in characteristic {\displaystyle p}: independence of {\displaystyle p} (= Astérisque. 220, ISSN 0303-1179). Société Mathématique de France, Paris 1994.
- Kategorie 𝓞, perverse Garben, und Moduln über den Koinvarianten zur Weylgruppe. In: Journal of the American Mathematical Society. Band 3, Nr. 2, 1990, S. 421–445, doi:10.1090/S0894-0347-1990-1029692-5.